# Episodi di Do No Harm
La prima ed unica stagione della serie televisiva Do No Harm è andata in onda dal 31 gennaio al 7 settembre 2013 sul canale statunitense NBC. A causa dei bassi ascolti, dopo solo due episodi trasmessi la rete ha comunicato la cancellazione della serie; i restanti episodi sono stati poi mandati in onda in piena estate.
In Italia la serie è stata trasmessa sul canale pay Premium Action dal 2 settembre al 28 ottobre 2013. In chiaro è andata in onda su Italia 1 dal 5 novembre al 16 dicembre 2014, in tarda notte con un doppio episodio.
| nº | Titolo originale         | Titolo italiano           | Prima TV USA     | Prima TV Italia   |
| -- | ------------------------ | ------------------------- | ---------------- | ----------------- |
| 1  | Pilot                    | L'altro                   | 31 gennaio 2013  | 2 settembre 2013  |
| 2  | Don't Answer the Phone   | Jason vs. Ian             | 7 febbraio 2013  | 2 settembre 2013  |
| 3  | Morning, Sunshine        | La luce del mattino       | 29 giugno 2013   | 9 settembre 2013  |
| 4  | Me Likey                 | La trappola               | 6 luglio 2013    | 9 settembre 2013  |
| 5  | A Stand-In               | La controfigura           | 20 luglio 2013   | 16 settembre 2013 |
| 6  | I Can't Keep Your Secret | Il segreto                | 27 luglio 2013   | 16 settembre 2013 |
| 7  | Six Feet Deep            | Morto e sepolto           | 3 agosto 2013    | 23 settembre 2013 |
| 8  | The Cookie Jar           | Il barattolo dei biscotti | 10 agosto 2013   | 23 settembre 2013 |
| 9  | Circadian Rhythms        | Soluzioni estreme         | 17 agosto 2013   | 30 settembre 2013 |
| 10 | Mine                     | Bianco e nero             | 24 agosto 2013   | 7 ottobre 2013    |
| 11 | But I'm Allergic to Cats | Allergia ai gatti         | 31 agosto 2013   | 14 ottobre 2013   |
| 12 | You Made Me Do This      | Il candidato              | 31 agosto 2013   | 21 ottobre 2013   |
| 13 | This Is How It Ends      | Soluzione finale          | 7 settembre 2013 | 28 ottobre 2013   |

## L'altro
- Titolo originale: Pilot
- Diretto da: Michael Mayer
- Scritto da: David Schulner

### Trama
La sera del suo compleanno il brillante neurochirurgo Jason Cole si rende conto che il farmaco che blocca la sua violenta personalità notturna, Ian Price, non ha più effetto. Pieno di rabbia, Price inizia a vendicarsi cercando di rovinargli la vita. Il giorno seguente Cole ordina nuovi esami al fidato collega Ruben Marcado e contatta l'ex moglie Olivia per metterla in guardia da Ian, ossessionato da lei. Per ostacolare le intenzioni del suo alter ego raggiunge un lontano motel prima di perdere il controllo. Senza denaro, documenti, chiavi dell'automobile né cellulare, Price trova in una tasca il numero di telefono della dottoressa Lena Solis, collega di Cole con un debole per lui. Dopo aver attirato la donna nella sua camera Ian la seduce, diventando sempre più aggressivo nei suoi confronti. La mattina seguente in ospedale Lena si dimostra molto scossa e rifiuta ogni contatto con Jason. Falliti i tentativi di denunciare il violento marito di una paziente, Cole cerca di sfruttare Ian per aiutarla.
- Ascolti Stati Uniti: telespettatori 3 120 000[2]

## Jason vs. Ian
- Titolo originale: Don't Answer the Phone
- Diretto da: Jeffrey Reiner
- Scritto da: Lisa Zwerling

### Trama
I primi giorni di convivenza tra le due personalità si dimostrano alquanto problematici: Jason si risveglia ogni mattina in un luogo diverso, dopo aver speso cifre folli in abiti e barche. Nonostante abbia bloccato l'accesso ai conti bancari, Cole riprende conoscenza a bordo di una Ferrari, senza sapere come sia stata acquistata. Con lui c'è anche una bambola gonfiabile, un cane e le istruzioni di Ian che gli impongono di non rispondere al cellulare. Un'emergenza lo obbliga a raggiungere con la sua nuova vettura il luogo di un incidente assieme a Lena. Salvata la vita al paziente e recuperato il rapporto con la collega, Jason risponde ad un telefono che squilla nel bagagliaio e viene minacciato di morte dal proprietario dell'auto, spacciatore truffato da Price la notte precedente. Resosi conto che chiunque sia a bordo della Ferrari potrebbe diventare un bersaglio, si mette alla guida abbandonando Lena sul posto senza darle alcuna spiegazione. Durante il giorno interrompe un intervento di rimozione di un parassita dalla testa di una bambina poiché l'operazione potrebbe renderla cieca e fa richiesta al suo superiore di un costoso macchinario che permetterebbe di risolvere il problema senza complicazioni. Alla sera non ritrova più l'auto nel suo parcheggio riservato. Temendo per le sorti di chiunque si trovi alla guida del mezzo, concorda un appuntamento con lo spacciatore. Quando Price riprende il controllo si ritrova al porto, legato davanti agli uomini che ha truffato, pronti ad ucciderlo.
- Ascolti Stati Uniti: telespettatori 2 210 000[3]

## La luce del mattino
- Titolo originale: Morning, Sunshine
- Diretto da: Jeffrey Reiner
- Scritto da: David Schulner

### Trama
Un paziente arrivato in ospedale in condizioni critiche sostiene che Jason lo abbia picchiato e gettato oltre la balconata di un locale. Oltre a Cole, anche il collega Kenneth Jordan si accorge che l'uomo indossa l'orologio di Jason. Poco prima del cambio di personalità, Cole si costituisce alla polizia.
- Ascolti Stati Uniti: telespettatori 1 800 000[4]

## La trappola
- Titolo originale: Me Likey
- Diretto da: John Behring
- Scritto da: Eric Charmelo, Nicole Snyder

### Trama
Accortasi che Ian si è introdotto nella sua abitazione, Olivia contatta Jason chiedendogli di intervenire. Ruben gli annuncia di aver bisogno di un prelievo del liquido spinale del suo alter ego effettuato mentre questi è cosciente, mentre il suo capo - la dottoressa Vanessa Young - pretende e ottiene la sua partecipazione serale alla cerimonia di assegnazione di un premio. Con l'aiuto di Olivia e Ruben, Jason prepara un piano per tentare di raggiungere tutti e tre gli obiettivi.
- Ascolti Stati Uniti: telespettatori 1 670 000[5]

## La controfigura
- Titolo originale: A Stand-In
- Diretto da: John Behring
- Scritto da: Lauren Schmidt Hissrich

### Trama
Ian riprende coscienza tra i membri del gruppo di sostegno per disturbi della personalità frequentato dal suo alter ego, ma il tentativo di Jason di convincerlo a cambiare atteggiamento muore sul nascere. Tra i partecipanti Price nota una ragazza, Bethany Mitchell, e tra i due nasce subito una forte attrazione. Dopo aver fatto sesso nella casa ormai vuota di Olivia, Jason si risveglia nel proprio appartamento, dove si rende conto di quanto Bethany sia fuori controllo. Per un momento la ragazza gli dimostra come la sua vera personalità sia diversa, ma schiacciata da un'altra molto aggressiva ed autodistruttiva. Quando la donna lo raggiunge in ospedale alla ricerca di ossicodone, Cole la sottopone ad alcuni esami da cui emerge la presenza di un tumore cerebrale responsabile del suo comportamento. Ian e la personalità negativa di Bethany cercano allora di impedirgli di intervenire. Dai documenti del ricovero della figlia Abby, La Young si accorge che non è stata segnalata la cocaina assunta nel corso della cerimonia. Lena inizia a frequentare Rob, il medico conosciuto durante la premiazione della Young.
- Ascolti Stati Uniti: telespettatori 1 630 000[6]

## Il segreto
- Titolo originale: I Can't Keep Your Secret
- Diretto da: Michael Waxman
- Scritto da: Diana Son

### Trama
Dopo che Ian ha incendiato la chiesa dove si riuniva il gruppo di sostegno come ritorsione per aver perso la personalità negativa di Bethany, Will fatica a contenere il proprio alter ego e rifiuta ogni contatto con Jason. Marcado annuncia a Cole di essere intenzionato a commercializzare Blackout, il farmaco di cui il neurochirurgo è diventato immune, ma questi lo prega inutilmente di non farlo per non rivelare la propria condizione. Mentre si occupa di una ciclista che rischia di rimanere paralizzata a seguito di un incidente, Cole riceve un messaggio da un mittente anonimo che gli annuncia di non essere più intenzionato a mantenere il segreto. Mentre Jason cerca di scoprire di chi si tratti, la Young, sobillata da Kenneth, gli impone dei test per verificare se abbia assunto droga in compagnia della figlia. Intanto Olivia, tornata col figlio Cole nella casa sul lago dove viveva un tempo, ripensa al primo folle incontro con Ian.
- Ascolti Stati Uniti: telespettatori 1 560 000[7]

## Morto e sepolto
- Titolo originale: Six Feet Deep
- Diretto da: Kate Woods
- Scritto da: Tracy Bellomo

### Trama
Due giovani coinvolti in un incidente automobilistico vengono portati al pronto soccorso dell'ospedale, dove Jason riesce a salvare la vita ad uno dei due. A seguito della morte del figlio, il criminale russo Cozar incolpa Jason di non aver fatto tutto il possibile per evitare il decesso. All'uscita da un casinò Ian viene rapito dai suoi uomini e il giorno dopo Cole scopre da una visita di Cozar che il malvivente ha imposto al suo alter ego di uccidere Phil Watts, l'automobilista sopravvissuto. Mentre Jason cerca una soluzione, Ruben gli ricorda di aver bisogno del liquido spinale di Price per andare avanti nello studio del farmaco. Nel frattempo Jordan viene criticato da suo figlio, che è cieco, per le poche attenzioni che gli riserva, mentre Lena prova inutilmente a convincere una futura mamma ad accettare un intervento chirurgico per correggere la spina bifida del feto: la donna preferisce la certezza di un figlio disabile al rischio di un aborto.
- Altri interpreti: F. Murray Abraham (Cozar)
- Ascolti Stati Uniti: telespettatori 1 680 000[8]

## Il barattolo dei biscotti
- Titolo originale: The Cookie Jar
- Diretto da: Jeffrey Reiner
- Scritto da: Deirdre Mangan

### Trama
Olivia torna in città e contatta Ian, informandolo di voler vivere con lui e Jason, ma non di non essere disposta a concedere a Price di fare da padre al piccolo Cole. Durante il giorno seguente Jason e i suoi colleghi sono impegnati in una lunga e delicata operazione di rimozione di una parte del cervello in una bambina malata di una grave forma di epilessia. Le cose non vanno per il verso giusto e i tempi dell'intervento si allungando fin oltre le 20:25.
- Ascolti Stati Uniti: telespettatori 1 570 000[9]

## Soluzioni estreme
- Titolo originale: Circadian Rhythms
- Diretto da: Colin Bucksey
- Scritto da: Tracy Scott Wilson

### Trama
Jason chiede l'aiuto di Ruben per annullare gli effetti del nuovo farmaco che ha reso imprevedibili i cambi di personalità. Marcado ha grandi difficoltà a fronteggiare Ian e non riesce ad evitare che Price scopra il piano del suo alter ego per eliminarlo. La rabbia di Ian aumenta quando Olivia gli comunica di non essere più disposta a farlo rientrare nella sua vita. Dopo aver fatto sesso con Jason, Lena è molto confusa riguardo alla propria relazione con Rob.
- Ascolti Stati Uniti: telespettatori 1 890 000[10]

## Bianco e nero
- Titolo originale: Mine
- Diretto da: Aaron Lipstadt
- Scritto da: Aaron Ginsburg, Wade McIntyre

### Trama
Dopo aver scoperto di avere un figlio, Jason rinuncia a tutti i propositi di scomparire. Ian coinvolge Ruben nelle sue avventure notturne per convincerlo ad interrompere le sue ricerche mediche. Will assume le forti dosi di farmaci prescrittegli da Ian, finendo per ferirsi. Durante il ricovero in ospedale emerge la sua personalità nascosta, che rischia di svelare a Jordan i segreti del dottor Cole. Dopo averla lasciata a causa del tradimento, Rob rifiuta ogni contatto con Lena.
- Altri interpreti: Priscilla Lopez (la madre di Ruben)
- Ascolti Stati Uniti: telespettatori 2 330 000[11]

## Allergia ai gatti
- Titolo originale: But I'm Allergic to Cats
- Diretto da: Omar Madha
- Scritto da: Zev Borow

### Trama
Ruben riesce a produrre un composto in grado di impedire il cambio di personalità. Ian obbliga Marcado a somministrarglielo, ma quando si accorge che non ha effetto lo aggredisce in presenza di un'assistente di laboratorio. Jason prega la Young di permettergli di operare un sergente dell'esercito che soffre di improvvisi momenti di aggressività. Lena e Kenneth cercano di saperne di più sul misterioso Ian Price, cercando un collegamento con il precedente luogo di lavoro del dottor Cole.
- Ascolti Stati Uniti: telespettatori 1 700 000[12]

## Il candidato
- Titolo originale: You Made Me Do This
- Diretto da: Nick Gomez
- Scritto da: David Foster

### Trama
Con la collaborazione del suo mentore Phillip Charmelo, Jason fa credere alla Young e a Jordan di avere un tumore al cervello. Il loro piano prevede che il luminare, fingendo di rimuovere la neoplasia, esegua un intervento analogo a quello del sergente McCoy, sulla base degli appunti spediti da Ruben prima di fuggire in Giamaica. Josh però non mantiene il segreto con Lena, che involontariamente lo fa sapere a Ian. Price scopre inoltre che Jason sa di avere un figlio e rapisce Cole per impedire al suo alter ego di sottoporsi all'intervento.
- Ascolti Stati Uniti: telespettatori 1 700 000[12]

## Soluzione finale
- Titolo originale: This Is How It Ends
- Diretto da: John Behring
- Scritto da: Zev Borow, Lauren Schmidt Hissrich

### Trama
Durante la somministrazione dell'anestesia nella mente di Jason riemergono i ricordi dell'infanzia, quando aveva un fratello gemello di nome Ian. Dopo aver scoperto che Cole non ha nessun tumore, Lena cerca di parlare con Charmelo, che non le permette di accedere alla sala operatoria. Quando anche la Young si rifiuta di crederle, la Solis fa scattare l'allarme antincendio, interrompendo l'intervento. Nella confusione porta Jason lontano dallo staff del suo mentore per farsi spiegare cosa stia succedendo.
- Ascolti Stati Uniti: telespettatori 1 540 000[13]